# Hermatobates
Hermatobates Carpenter, 1892, è un genere di insetti dell'ordine dei rincoti eterotteri, infraordine Gerromorpha. È l'unico genere della famiglia Hermatobatidae.

## Descrizione
Il genere comprende insetti di piccole dimensioni, con corpo lungo 3-4 mm, di colore scuro variabile dal bruno al nero, rivestito interamente da una fitta e corta peluria. Hanno capo breve e largo, con grandi occhi composti,  torace con pronoto breve, mesonoto e metanoto fusi tra loro. L'addome è molto corto, sovrastato dal metanoto nei maschi e con ovopositore ridotto nelle femmine.
Le ali sono assenti e le zampe sono lunghe e slanciate Gerridi, con tarsi composti da 3 articoli. Le zampe anteriori dei maschi sono raptatorie, con femori ingrossati, usate per trattenere le femmine durante l'accoppiamento.

## Biologia
Insetti marini, sono zoofagi predatori e, secondariamente, fitofagi a spese di alghe. Si muovono sulla superficie dell'acqua, come gli altri Gerroidei, ma possono anche restare immersi in occasione dell'alta marea all'interno di cavità, con il corpo circondato da bolle d'aria che sfruttano per la respirazione.

## Distribuzione e habitat
Il loro habitat è esclusivamente marino e si rivengono nelle zone tropicali presso la costa e nella barriera corallina nei continenti, nelle isole e negli atolli.
Nonostante ogni specie abbia una diffusione circoscritta, il genere è rappresentato in tutti e tre gli oceani (Atlantico, Indiano e Pacifico).

## Tassonomia
Carpenter (1892) inserì inizialmente il genere Hermatobates nella famiglia Gerridae, successivamente separato in una famiglia distinta, Hermatobatidae (Coutière & Martin, 1892). Questa classificazione è condivisa dagli Autori che si sono occupati fino ad oggi degli Gerromorfi marini.
Il genere comprende le seguenti specie:
- Hermatobates armatus Andersen & Weir, 2000
- Hermatobates bredini Herring, 1965
- Hermatobates djiboutensis Coutiere & Martin, 1901
- Hermatobates haddoni Carpenter, 1892
- Hermatobates hawaiiensis Carpenter, 1892
- Hermatobates kula Polhemus & Polhemus, 2006
- Hermatobates marchei Coutière & Martin, 1901
- Hermatobates palmyra J. Polhemus & D. Polhemus, 2012
- Hermatobates schuhi J. Polhemus & D. Polhemus, 2012
- Hermatobates singaporensis Cheng, 1976
- Hermatobates tiare Herring, 1965
- Hermatobates weddi China, 1957